# Gulliken

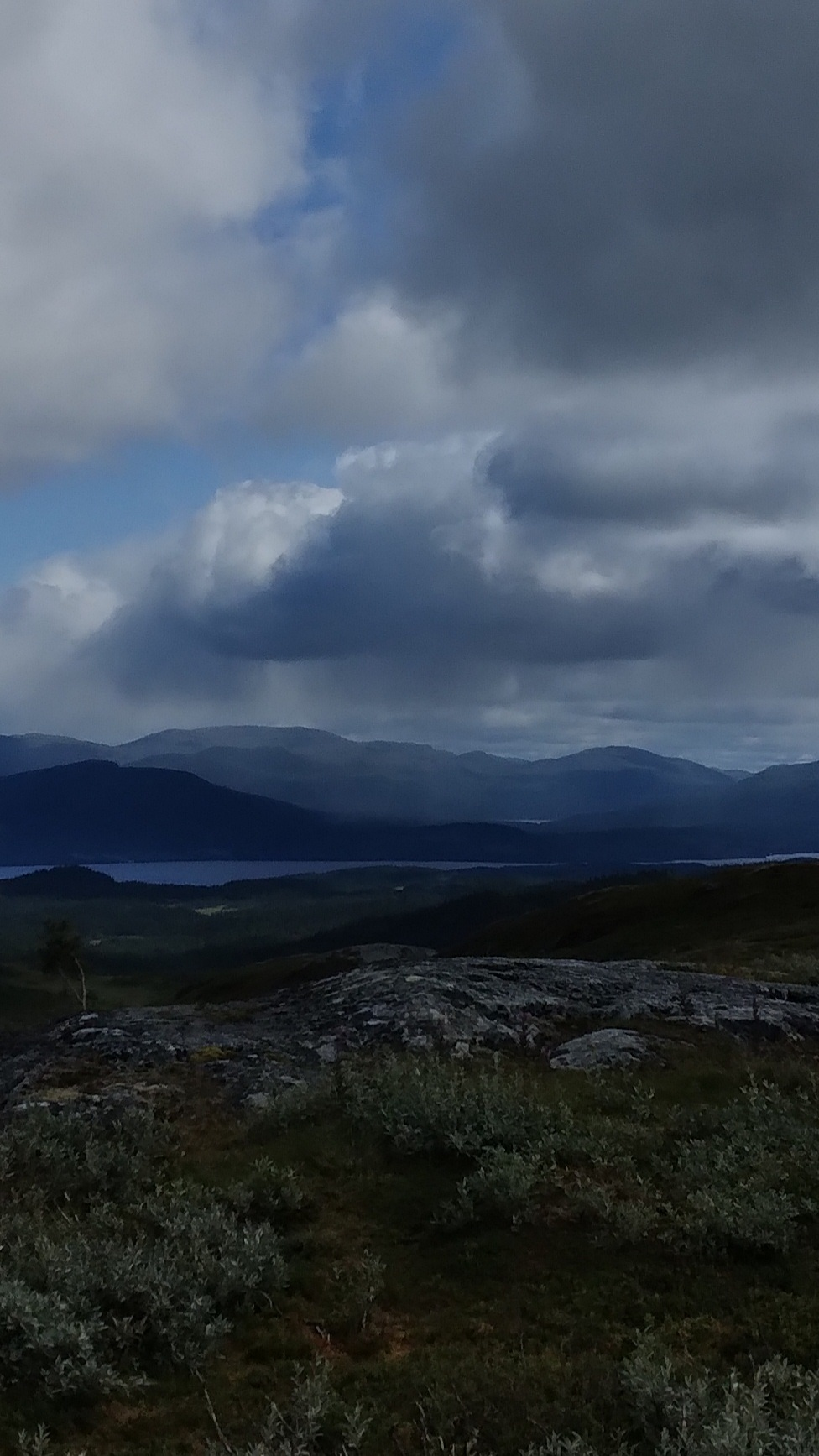
Mellanskogsfjället och Gulliken med Klumplidklumpen och sjön Stor-Jorm i förgrunden (Gulliken det högra fjället)

Gulliken (sydsamiska Göölehtstjahke, enligt tidigare ortografi Göletstjakke och Görlestjakke) är ett fjäll i Frostvikens socken, Strömsunds kommun, Jämtlands län. Toppen ligger på 1068 meters höjd. Fjället ligger uppe på fjällmassivet Mellanskogsfjäll, med sjön Stor-Väktaren i söder. I öster ligger sjön Göletsjaure och fjällen Luvlieåelkie och Ruevtietjåalhte, och i nordväst ligger "systerfjället" Göletstjålte. Mellan Gulliken och Göletstjålte ligger en nedlagd glimmergruva som var i drift under 30- och 40-talet. Glimret användes sedan i den svenska elindustrin. 